# 11月25日
11月25日是公历一年中的第329天（闰年第330天），离全年的结束还有36天。

## 大事记

### 18世紀以前
- 1034年：長期在位的馬爾科姆二世逝世後，鄧肯一世在未遭到馬克白反對下繼任成為蘇格蘭國王。
- 1177年：耶路撒冷国王鲍德温四世率领的军队在蒙吉萨战役中击败萨拉丁率领的穆斯林军队。
- 1510年：葡萄牙海軍在阿爾布克爾克的指揮下，成功佔領果阿，展開葡萄牙在當地451年的統治。

### 18世紀
- 1758年：七年战争中，英国占领法国非洲领地塞内加尔。
- 1783年：1783年巴黎条约签署3个月后，最后一批英国军队撤出了纽约市。
- 1795年：末任波兰国王斯坦尼斯瓦夫二世被迫退位，之后波兰立陶宛联邦被哈布斯堡君主国、普鲁士王国与俄罗斯帝国第三次瓜分。

### 20世紀
- 1901年：古斯塔夫·馬勒的第4號交響曲在慕尼黑首演。
- 1915年：愛因斯坦向普鲁士科学院展示广义相对论的方程式。
- 1917年：于当今莫桑比克与坦桑尼亚边界处爆发的尼戈文奴戰役中，德意志帝国军队战胜当地的葡萄牙势力。
- 1918年：伏伊伏丁那宣布脱离奥匈帝国，加入塞尔维亚王国。
- 1935年：由日本扶植的傀儡政权冀東防共自治政府成立。
- 1936年：德国和日本代表在柏林签订《反共产国际协定》。
- 1940年：英國飛機製造商德哈維蘭所研製的多用途戰機蚊式轟炸機首次試飛成功。
- 1946年：中華民國制宪国民大会結束。
- 1947年：10名美国作家和导演因拒绝为众议院非美活动调查委员会作证而被列入好莱坞黑名单。
- 1950年：澳門勞校中學成立。
- 1952年：：美軍和韓國國軍在經歷為期42天的上甘嶺戰役後，放棄佔領上甘岭地區的計畫。
- 1952年：阿加莎·克里斯蒂的名剧《捕鼠器》在伦敦首演。
- 1958年：三门峡水利枢纽截流成功。
- 1960年：多米尼加共和国的政治活动家米拉瓦尔三姐妹，被特鲁希略政权暗杀。为了纪念这一历史事件，这一天后来被定为国际消除对妇女的暴力日。
- 1961年：世界第一艘核动力航母企業號航空母艦服役。
- 1970年：日本作家三島由紀夫在東京市谷駐屯地的陸上自衛隊東部方面隊指揮部鼓動兵變失敗後，切腹自殺身亡。
- 1973年：希腊发生政变，总统帕帕佐普洛斯被迫下台。
- 1975年：南美洲苏里南共和国宣告独立。
- 1979年：中国渤海2号钻井船翻沉，造成72人遇难。
- 1981年：在西德蒂宾根大学的地下室里发现了二百具古希腊的木乃伊。
- 1986年：中国长江科考漂流队完成科考长江。
- 1986年：连接巴林和沙特阿拉伯的跨海大桥法赫德国王大桥正式通车。
- 1989年：山东引黄济青工程建成通水。
- 1990年：中国科学院化学研究所在世界上首次直接观察到辫子般的三链状脱氧核糖核酸新结构。
- 1990年：波蘭在結束共產主義政權後进行首次总统选举。
- 1992年：捷克斯洛伐克联邦议会通过《解体法》，决定于次年1月1日分裂成捷克和斯洛伐克两个独立国家。
- 1994年：香港理工學院正式升格為香港理工大學。
- 1997年：连接中国山西省忻州市与河北省沧州市的朔黄铁路开工建设。
- 1998年：北京市正式宣布提出申办2008年奥运会[1]。
- 1998年：中華人民共和國主席江澤民正式訪問日本。

### 21世紀
- 2001年：第九届全运会于广州市闭幕。
- 2002年：西班牙球星佩德里出生
- 2006年：香港童星吳澋滔以9歲年齡成為金馬獎史上最年輕的“最佳男配角”得獎者。
- 2016年：南韓女子天團2NE1宣告解散。

## 出生
- 902年：辽太宗耶律德光，契丹、辽朝第二位皇帝（947年逝世）
- 1075年：金太宗完颜晟，金朝皇帝（1135年逝世）
- 1454年：卡特琳娜·科納羅，賽普勒斯女王（1510年逝世）
- 1501年：李滉，韓國儒學思想家，創立退溪學派，其頭像印在1000元韓圓上（1570年逝世）
- 1562年：洛佩·德·維加，西班牙劇作家、詩人（1635年逝世）
- 1609年：法蘭西的亨利埃塔·瑪麗亞，英格蘭王后（1669年逝世）
- 1814年：尤利乌斯·邁爾，德國物理學家，能量守恒定律發現者之一，热力學、生物物理學先驱（1878年逝世）
- 1835年：安德魯·卡內基，蘇格蘭裔美國企業家、慈善家，20世纪初的鋼鉄钢铁大王（1919年逝世）
- 1844年：，德國機械工程師、企業家，車廠創辦人（1924年逝世）
- 1845年：艾萨·德·克羅兹，葡萄牙現實主義小說家（1900年逝世）
- 1868年：恩斯特·路德维希，黑森末代大公（1937年逝世）
- 1881年：教宗若望二十三世，羅馬主教（1963年逝世）
- 1884年：賈德幹，英國外交官、公務員，首任英國常駐聯合國代表（1968年逝世）
- 1887年：尼古拉·瓦维洛夫，俄羅斯植物學家、遺傳學家（1943年逝世）
- 1888年：丁颖，中国农业科学家（1964年逝世）
- 1891年：大錦卯一郎，日本相撲力士，第26代橫綱（1941年逝世）
- 1895年：阿納纳斯塔斯·米高扬，蘇联政治人物（1978年逝世）
- 1895年：盧德維克·斯沃博達，捷克斯洛伐克將領、政治人物，捷克斯洛伐克總統（1979年逝世）
- 1895年：威廉·肯普夫，德國鋼琴大師、作曲家（1991年逝世）
- 1896年：維吉爾·湯姆森，美國作曲家、評論家（1989年逝世）
- 1904年：巴金，中國現代文學学家、出版家、翻譯家（2005年逝世）
- 1908年：賈蘭坡，中國古人類學家、地質學家（2001年逝世）
- 1909年：刘长春，中国首个参与奥运会的选手（1983年逝世）
- 1914年：喬·狄馬喬，美國紐約洋基職棒選手，有「洋基快艇」之稱（1999年逝世）
- 1915年：许国璋，中国教育家、语言学家（1994年逝世）
- 1915年：鄭周永，韓國民族企業家，政治人物（2001年逝世）
- 1915年：奥古斯托·皮诺切特，智利軍事人物、獨裁者，第30任智利總統（2006年逝世）
- 1920年：里卡度·蒙達班，墨西哥男演員（2009年逝世）
- 1921年：何鴻燊，港澳知名商人，有「澳門賭王」之稱（2020年逝世）
- 1923年：毛諾·科伊維斯托，芬蘭政治人物，前任芬蘭總統（2017年逝世）
- 1924年：保羅·戴斯蒙，美國爵士薩克斯風手、作曲家（1977年逝世）
- 1924年：吉本隆明，日本左翼思想家（2012年逝世）
- 1926年：波爾·安德森，美國科幻小說家（2001年逝世）
- 1941年：里亞茲·夏希，巴基斯坦伊斯蘭教作家、蘇菲派精神領袖（2001年逝世）
- 1946年：何莉莉，台灣女演員
- 1951年：阿圖洛·貝雷茲-雷維特，西班牙國民作家
- 1954年：李成儒，中國男演員
- 1956年：馮偉棠，香港廣播節目主持、總監
- 1958年：潘宗明，香港主持人
- 1959年：查尔斯·肯尼迪，英國政治人物（2015年逝世）
- 1962年：坂口博信，日本電玩製作人，代表作FINAL FANTASY系列
- 1964年：慕克里·马哈迪，马来西亚第四任兼第七任首相马哈迪·莫哈末和茜蒂哈斯玛之子，曾是马来西亚国际贸易与工业部第一副部长
- 1966年：比利·伯克，美國演員
- 1967年：淳于珊珊，中国演员
- 1967年：中井和哉，日本男性聲優
- 1967年：安东尼·内斯蒂，蘇利南男子游泳運動員
- 1968年：吉爾·亨内斯，加拿大演員、和音樂人
- 1971年：克里斯蒂娜·艾伯盖特，美國演員
- 1973年：張英南，韓國女演員
- 1974年：狄志杰，台灣演員
- 1974年：馬艳麗，中國演員
- 1976年：黃海波，中國男演員
- 1977年：弓場沙織，日本女性聲優、演員
- 1977年：吉列爾莫·卡尼亞斯，阿根廷職業網球運動員
- 1977年：哈洛德·賀歐夫各特，祕魯數學家
- 1978年：椎名林檎，日本女歌手，樂團東京事變主唱
- 1979年：喬爾·金納曼，瑞典男演員
- 1980年：阿隆·莫科納，南非職業足球運動員
- 1980年：尼可拉斯·史威瑟，美國職棒選手
- 1981年：哈維·阿隆索，西班牙職業足球運動員
- 1981年：賈里德·傑弗里斯，美國職業籃球運動員
- 1981年：芭芭拉·布希，美國活動家，前美國總統喬治·沃克·布希的女兒
- 1981年：珍娜·布希·海格，美國新聞人物、作家、記者，前美國總統喬治·沃克·布希的女兒
- 1982年：張家豐，香港商業電台DJ
- 1982年：基奧雲尼，香港裔巴西足球運動員
- 1982年：蔡易展，台灣搖滾樂團八三夭鼓手
- 1983年：吳日言，香港女歌手
- 1983年：伊藤淳史，日本男演員
- 1984年：加斯帕德·尤利爾，法國演員（2022年逝世）
- 1984年：李亞男，香港女演員
- 1985年：邵庭，台灣模特兒、女演員
- 1986年：安珀·海格曼，美國被綁架受害女童（1996年逝世）
- 1986年：凱蒂·卡西迪，美國女演員
- 1986年：格力·加特拿，英國足球運動員
- 1987年：梁倬軒，香港足球運動員
- 1988年：諾達爾·庫瑪麗塔什維利，雪橇運動員（2010年逝世）
- 1988年：傑·斯皮林，英國足球運動員
- 1989年：王子涵，香港女藝人、模特兒
- 1990年：史蒂芬妮·許，華裔美國女演員
- 1991年：禹成賢，韓國男子偶像團體U-KISS成員
- 1993年：泰迪·斯坦基維奇，墨西哥職業棒球運動員
- 1994年：武藤十夢，日本女子偶像團體AKB48成員
- 1997年：吳少璿，臺灣男子輕艇運動員
- 1997年：智友，韓國女演員
- 1999年：林姵彣，臺灣女子游泳運動員
- 2000年：將太郎，韓國男子偶像團體RIIZE成員
- 2002年：趙敏兒，韓國女演員
- 生年不詳：中村櫻，日本女性聲優

## 逝世
- 559年：齊文宣帝高洋，北齊皇帝（526年出生）
- 727年：僧一行，唐代杰出的天文学家，中国佛教密宗创始人（683年出生）
- 1326年：惟康親王，日本鎌倉幕府第7代征夷大將軍（1264年出生）
- 1565年：胡宗宪，明朝军事家（1512年出生）
- 1786年：納薩內爾·戈特弗里德·萊斯克，德國博物學家、地質學家（1751年出生）
- 1881年：特奧巴爾德·彪姆，德國發明家、音樂家（1794年出生）
- 1884年：阿道夫·威廉·赫爾曼·科爾貝，德國化學家（1818年出生）
- 1925年：亞歷山德拉，大英帝國皇后、印度帝國皇后（1844年出生）
- 1950年：约翰内斯·威廉·延森，丹麦作家，1944年诺贝尔文学奖得主（1873年出生）
- 1950年：毛岸英，中國军人，毛泽东和楊開慧之子（1922年出生）
- 1955年：路易·拉什納爾，法國登山家（1921年出生）
- 1958年：查爾斯·富蘭克林·凱特林，美國發明家、工程師、商人（1876年出生）
- 1963年：萬國鼎，中国农业学家（1897年出生）
- 1970年：三岛由纪夫，日本小說家、劇作家、記者、電影製作人、電影演員、日本民族主義者（1925年出生）
- 1972年：亨利·科安德，罗马尼亚发明家，空气动力学先锋和现代喷气式飞机之父（1886年出生）
- 1973年：埃莉薩·萊奧尼達·扎姆菲雷斯庫，羅馬尼亞工程師（1887年出生）
- 1974年：吳丹，緬甸外交官，第3任聯合國秘書長（1909年出生）
- 1974年：尼克·德雷克，英國創作歌手（1948年出生）
- 1976年：唐露曉，英國殖民地教育官員，曾任香港教育司兼立法局官守議員（1910年出生）
- 1998年：恩里科·薩巴蒂尼，義大利劇裝設計師、美術指導（1932年出生）
- 2000年：雷吉娜·波德斯塔尼卡，斯洛伐克天文學家（1928年出生）
- 2001年：梁緻盈，香港配音員（1963年出生）
- 2005年：佐治·貝斯，北愛爾蘭足球員及曼聯足球員（1946年出生）
- 2005年：理查德·伯恩斯，英格蘭車手及前世界拉力錦標賽冠軍（1971年出生）
- 2011年：瓦西里·阿列克谢耶夫，苏联著名举重运动员（1942年出生）
- 2012年：罗阳，中航工业沈飞集团董事长，中国歼-15舰载机研制现场总指挥（1961年出生）
- 2016年：，古巴政治家、軍事家、革命家，古巴革命領袖（1926年出生）
- 2017年：兰斯·霍华德，美国演员（1928年出生）
- 2019年：张镜湖，中国教育家（1927年出生）
- 2020年：，阿根廷職業足球運動員（1960年出生）
- 2021年：西奧多·德克，荷蘭數學家（1927年出生）
- 2021年：徐登志，臺灣教師（1944年出生）
- 2024年：約翰·廷尼斯伍德，英國超級人瑞（1912年出生）

## 节假日和习俗
- 国际素食日
- 国际消除对妇女的暴力日
- 印度尼西亞：教师节
- 苏里南：独立日
- ：国庆节